# Rhacophorus pseudomalabaricus
Espèce
Statut de conservation UICN

 CR B1ab(iii) : 
En danger critique
Rhacophorus pseudomalabaricus est une espèce d'amphibiens de la famille des Rhacophoridae.

## Répartition
Cette espèce est endémique d'Inde. Elle se rencontre au-dessus de 1 000 m d'altitude dans les Ghâts occidentaux dans les États du  Tamil Nadu et du Kerala.

## Description
Rhacophorus pseudomalabaricus mesure de 43 à 51 mm pour les mâles et environ 70 mm pour les femelles. Son dos est vert avec quelques petites taches éparses blanches et un motif noir vermiculé plus ou moins accentué.
Elle diffère de Rhacophorus malabaricus par sa taille plus petite et par une gorge granuleuse au lieu de lisse.
Elle pond ses œufs dans un nid de mousse que la femelle prépare avec ses membres postérieurs.

## Étymologie
Son nom d'espèce, du grec pseudo, « faux », et malabaricus, fait référence à sa grande ressemblance avec Rhacophorus malabaricus, ne différant de cette dernière que par sa morphologie, son habitat, sa reproduction et son développement.

## Publication originale
- Vasudevan & Dutta, 2000 : A new species of Rhacophorus (Anura: Rhacophoridae) from the Western Ghats, India. Hamadryad, vol. 25, no 1, p. 21-28 (texte intégral).